# Edmond de Bovis
Pour les articles homonymes, voir Bovis.
Edmond de Bovis, né le 5 juillet 1818 à Grasse dans le Var et mort le 4 décembre 1870 à Marseille, est un officier de marine et un hydrographe français.

## Famille
La famille de Bovis paraît être originaire de Florence (Italie), elle est connue en Provence depuis la fin du XVe siècle. Elle est issue d'un noble guelfe que les Gibelins auraient obligé à chercher un asile dans les états du duc de Savoie selon Augustin della Chieza. 
Borel d'Hauterive en a donné une généalogie dans son Annuaire de la Noblesse publié en 1862. Esprit Bovis, marié le 20 juillet 1683 à Madeleine de Laurens, était commissaire pour sa Majesté de la ville de Lorgues. Il fit enregistrer ses armes  dans l'Armorial Général en 1696. Son fils, Esprit II de Bovis adopta la particule . Marié le 31 mai 1728 à Françoise de l'Aigle, il fut viguier et premier capitaine pour le roi , de la ville de Lorgues.

## Biographie
Edmond de Bovis suit sa scolarité au lycée Thiers de Marseille et entre à l'École navale le 14 novembre 1834. 
Enseigne de vaisseau le 16 décembre 1840, il est embarqué sur l'aviso à vapeur le Phaéton le 19 mars 1843. À Tahiti en 1844, il est détaché pendant six mois dans la presqu'île de Taiarapu pour y lever des plans, travail qu'il exécute avec assiduité. Il est « détaché à l'Établissement de Papeïti où il est appelé à remplir les fonctions de Directeur du Port », succédant dans cette fonction à Gabrielli de Carpegna. En 1846, il passe sur l'Uranie, commandée par Louis Adolphe Bonard, mais est presque toujours détaché à terre pour les travaux hydrographiques. Il reçoit, à cette fin, le commandement de la goélette la Papeete. Son chef reconnaît qu'« il calcule et observe bien, et s'occupe avec le plus grand zèle de l'hydrographie de Tahiti… Il parle bien l'anglais ainsi que le tahitien ; entend le portugais et l'espagnol ».
Rentré en France en août 1848, il est attaché au dépôt des cartes « pour achever son travail hydrographique ». En 1849, il est désigné, à défaut d'un ingénieur hydrographe, pour participer à la campagne de la Thisbée, Cdt Bonard, qui le ramène à Tahiti « chargé d'achever les cartes très incomplètes des îles de la Société ». Bonard écrira de lui en 1852 : « Malgré l'exiguïté de ses moyens, à force d'activité et de persévérance, il est parvenu à de notables résultats dans ses travaux d'hydrographie ». Et son commandant demande pour Bovis « un véritable commandement, celui qu'il a n'étant qu'une vraie chaloupe, dans laquelle il fait une corvée » (juin 1852).
En septembre 1852, Bovis quitte l'hydrographie pour prendre le commandement du Phoque et quitte Papeete le 2, ayant à son bord l'amiral Auguste Febvrier Despointes. L'amiral étant très fatigué, c'est pratiquement Bovis qui mène l'opération de la prise de la possession de la Nouvelle-Calédonie, but de la mission de l'amiral. Il ramène le Phoque en France en 1854 où le bateau est désarmé en 1855. Bovis rentre un peu aigri de se retrouver après neuf ans de grade, cinq ans et deux mois de campagne et quatre ans et huit mois de commandement aussi loin du but qu'un lieutenant de vaisseau qui n'a jamais quitté la côte de France. En 1861 il demanda à être mis à la retraite et passa au service maritime des messageries royales (Messageries maritimes) où il commandera le Cambodge.
Bovis avait épousé à Papeete, le 17 octobre 1850, Émilie Dring, fille d'un négociant anglais de San Francisco. Ses témoins étaient le Commandant Bonard et le Consul Georges Miller. De cette union naquirent, à Papeete, deux fils, Esprit, 1851 et Louis, 1853.
Outre de nombreux relevés hydrographiques qui font que son nom est mentionné dans toutes les cartes et plans de Tahiti de la marine française, on doit à Bovis un État de la société tahitienne à l'arrivée des Européens, d'abord paru dans l'annuaire des Établissements français de l'Océanie de 1855 et dans la Revue coloniale de 1855. « Travail qui est le résumé de dix ans de recherches » à une époque qui nous paraît ancienne, mais dans laquelle Bovis voyait déjà une époque pleine de décadence : « La génération actuelle ne sait plus rien de ses ancêtres ; deux vieillards peuvent parler ensemble sans crainte d'être compris des jeunes gens qui les entourent ; c'est à ne pas le croire ; j'ai vu dans ces dix années un chef revêtir l'ancien costume de guerre et les Indigènes de Papeete se mettre sur leurs portes pour le voir passer comme on ferait à Paris pour un Hottentot. » C'est dire l'intérêt que nous prenons, après un siècle, à ce texte qui fut souvent réédité et reste une des bases les plus sûres pour la connaissance du Tahiti ancien. Il y a des lettres de Bovis concernant Tahiti tant aux archives du Service historique de la Marine (BB4, inventaire, dossier 667.10) qu'aux Archives nationales (AB XIX, 3320, dossier 10).